# Miho
 (juin 2010).
Si vous disposez d'ouvrages ou d'articles de référence ou si vous connaissez des sites web de qualité traitant du thème abordé ici, merci de compléter l'article en donnant les références utiles à sa vérifiabilité et en les liant à la section « Notes et références ».
Miho est un personnage fictif du comics Sin City de Frank Miller.

## Biographie fictive
Miho est une prostituée de la ville. Elle apparaît dans le tome 2 de la série, nommé J'ai tué pour elle. Dans cet opus, elle aide Dwight McCarthy à tuer Ava Lord en blessant grièvement Manute (homme de main d'Ava Lord) ; elle lui plantera un katana dans chaque bras.
Miho apparaît ensuite dans le tome 3, Le Grand Carnage. Lors de cet épisode, elle tue Jackie Boy et sa bande, ces derniers s'étant montrés un peu trop entreprenants avec une prostituée. Cela vaudra de nombreux ennuis aux filles de la vieille ville et à Dwight McCarthy.
Miho apparaît dans le tome 5 Valeurs familiales, où elle tue bon nombre de mafieux italiens sur l'ordre de Dwight. Elle apparait également dans l'une des histoires courtes de Des filles et des flingues.

## Apparence
Miho est jeune, petite, menue, mais extrêmement douée avec les armes blanches, plus particulièrement avec les katana. Elle est asiatique et porte des cheveux longs et bruns.

## Cinéma
Elle est interprétée par l'actrice Devon Aoki dans le film Sin City, réalisé par Robert Rodriguez et Frank Miller. Jamie Chung reprend le rôle dans Sin City : J'ai tué pour elle, sorti en 2013.